# Гаркуша, Сёмен Иванович
Сёмен Иванович Гаркуша (1739—1784) — торговец, запорожский казак, разбойник, наводивший ужас на всю Гетманщину и Слободскую Украину. Стал прототипом главного героя романа Василия Нарежного «Гаркуша, малороссийский разбойник».

## Биография
Сёмен Гаркуша родился около 1739 года в полесском селении (селе) Березань (теперешнем Березове) Мозырского уезда (Мозырского повета); был сыном Ивана Николаенка, крепостного крестьянина пана Старинского. С детских лет испытал голод, лишения и панский произвол. Девяти лет от роду поступил в приходскую школу, но, проучившись там несколько месяцев, бежал из родного села с проходившим через Березань купцом-запорожцем Яковом Легкоступом, и, живя с ним в Запорожье, помогал ему вести торговлю. Спустя 8 лет старый Легкоступ умер, и Гаркуша, продав все его имущество за полторы тысячи, явился в Сечь, где был записан в число казаков шкуринского куреня.
Казаки дали ему прозвище «Гаркуша» «по причине гаркавости его в произношении речей» — Гаркуша сильно картавил. Вместе с другими запорожцами он занялся меновой торговлей по украинским городам.
В 1770 году С. И. Гаркуша, в составе Войска Запорожского Низового, принял участие в русско-турецкой войне на стороне Российской империи и был с запорожцами под Очаковом, а затем участвовал в походе под Хаджибей, где был ранен. Вернувшись в Запорожье и залечив рану, он снова занялся торговлей, но не долго, так как вскоре лишился всего своего состояния. Желая тайком перейти русско-польскую границу, он наткнулся на кордонную стражу и, чтобы не быть посаженным на кол или повешенным, бежал, оставив на месте весь свой товар.
С этого времени Гаркуша стал идейным разбойником, своеобразным украинским Робин Гудом: грабя богатых польских панов и громя начальство, благодетельствовал мужику, и таким образом являлся живым протестом против установившегося экономического порядка с притеснением крестьян помещиками и эксплуатацией казаков войсковой старшиной. В целях конспирации не раз менял свое имя и прозвище. Называл себя Василием Верхосудом и Васильевичем, Григорием Гаркави, Иваном Лысым, Щербатым и тому подобное.
Ограбив со своей шайкой славившуюся своим богатством Степаниду Парпуриху, он наказал её плетью, чтобы «кос девкам не резала». Встретив в Мглине однажды днем местного старосту, велел своим товарищам разложить его и высечь «за то, что неправедно судит» и тому подобное. Своей смелостью и отвагой при грабежах он наводил ужас на помещиков и власти, а ловкостью и проворством, помогавшими ему не раз бежать из тюрьмы, окружил свое имя в народном понятии ореолом легендарного героя. Рассказывали, что его пуля не берет и что есть у него «разрыв-трава», которая всякое железо разрывает.
Однако однажды удача оставила Гаркушу и в Ромнах, по доносу одного калачника, он был схвачен полицией и, получив 280 ударов кнутом (по семидесяти в четырех местах совершения преступления), с вырезанными до костей ноздрями, был сослан в вечную каторгу в город Херсон. Там он, наверно, и кончил свою жизнь, случилось это после 28 (17) февраля 1784 года, так как дальнейшая судьба его неизвестна. В примечаниях к роману Василия Трофимовича Нарежного «Гаркуша, малороссийский разбойник» указано, что в 1775 году Гаркуша был пойман и отправлен в Сибирь, однако вскоре бежал и вновь стал во главе отряду народных мстителей. Схваченный вторично, Гаркуша был отправлен в Москву, где его вместе с сообщниками били кнутом, вырвали ноздри и осудили на вечную каторгу в Казань. Но он вновь бежит и появляется на Украине. В 1784 году, он был схвачен в третий раз и сослан на вечные каторжные работы в Херсон, где, видимо, и погиб.